# Movistar Arena (estación)
La estación sencilla Movistar Arena hace parte del sistema de transporte masivo de Bogotá llamado TransMilenio inaugurado en el 2000.

## Ubicación
La estación está ubicada en el sector del norte de la ciudad, específicamente sobre la Avenida Norte-Quito-Sur entre calles 61 y 58A. Se accede a ella a través de un puente peatonal ubicado sobre la Avenida José Celestino Mutis.
Atiende la demanda de los barrios Campín y Campín Occidental y sus alrededores.
En las cercanías están el Movistar Arena, el Estadio Campincito, el colegio Nuestra Señora del Pilar, el Parque Nicolás de Federmán, el parque metropolitano El Lago y el Complejo acuático Simón Bolívar .

## Origen del nombre
La estación se llamó «Coliseo» por estar al costado oeste del entonces denominado Coliseo El Campín. el día 28 de septiembre de 2018, cuando cambió el nombre de la estación, tras la remodelación del   Coliseo El Campín para eventos y el correspondiente patrocinio. El 28 de septiembre de 2018 la empresa Forward Media firmó un contrato con TransMilenio para que por un pago mensual de 30 millones de pesos a tres años la estación se llame Movistar Arena, al igual que la nueva denominación del escenario deportivo tras ser remodelado.

## Historia
En el año 2005, al ser puesta en funcionamiento la segunda troncal de la fase 2 del sistema, la troncal NQS, fue puesta en funcionamiento esta estación.

## Servicios de la estación

### Servicios troncales
| Tipo                                                    | Rutas al Norte | Rutas al Sur |
| ------------------------------------------------------- | -------------- | ------------ |
| Ruta fácil                                              | 4              | 4            |
| Expresos todos los días todo el día                     | B72 C25        | H72 L25      |
| Expresos lunes a sábado todo el día                     | D21            | H21          |
| Expresos lunes a viernes hora pico de la mañana y tarde | C30            | G30          |
| Expresos sábados de 5:00 a. m. a 3:00 p. m.             | C30            | G30          |

### Esquema
| ← Norte  |         |         |
| Calle 63 | 4B72D21 | C25C30  |
| Puente   | Vagón 2 | Vagón 1 |
| Calle 63 | 4G30L25 | H21H72  |
| Sur →    |         |         |

### Servicios urbanos
Así mismo funcionan las siguientes rutas urbanas del SITP en los costados externos a la estación, circulando por los carriles de tráfico mixto sobre la Avenida NQS, con posibilidad de trasbordo usando la tarjeta TuLlave:
| Código | Sector             | Dirección       | Rutas                                  |
| ------ | ------------------ | --------------- | -------------------------------------- |
| 181A00 | A Estación Coliseo | Av. NQS - CL 62 | A708B608B631 191 599 T11 T26 T163      |
| 112A05 | K Calle 63         | Av. NQS - CL 63 | H608H631H708 191 599 SE14 T11 T26 T163 |

## Ubicación geográfica
| Noroeste: Teusaquillo | Norte: E 7 de Agosto                       | Nordeste: Teusaquillo |
| Oeste: Teusaquillo    |                                            | Este: A Calle 63      |
| Suroeste: Teusaquillo | Sur: E Campín - Universidad Antonio Nariño | Sureste: Teusaquillo  |